# Лимфатическое глоточное кольцо
Лимфати́ческое гло́точное кольцо́ (кольцо Пирогова — Вальдейера, лимфоэпителиальное глоточное кольцо, лимфаденоидное глоточное кольцо, лимфоидное кольцо) — расположенное в слизистой оболочке на границе ротовой, носовой полостей, глотки и гортани скопление лимфоидной ткани, окружающее вход в дыхательные и пищеварительные пути. Является частью лимфатической системы организма. Относится к периферическим органам иммунитета, выполняя барьерную функцию и способствуя формированию иммунокомпетентных клеток (антигенпрезентирующие клетки, T-хелперы, В-клетки памяти). Наиболее крупные скопления лимфоидной ткани называются миндалинами.
Кольцо состоит из:
- двух нёбных миндалин[нем.] (лат. tonsilla palatina);
- двух трубных миндалин[англ.] (лат. tonsilla tubaria), находящихся в области глоточного отверстия слуховых труб;
- глоточной (аденоидной) миндалины (лат. tonsilla pharyngea, син. adenoidea);
- язычной миндалины корня языка;
- лимфоидных гранул и боковых лимфоидных валиков на задней стенке глотки.

У новорождённого слабо выражено, к году начинают появляться в миндалинах центры размножения, достигает максимума развития в детском и подростковом возрасте, далее с возрастом подвергается постепенной инволюции, заменяясь соединительной и жировой тканью.
Кольцо Пирогова — Вальдейера является внутренним кольцом лимфоидных образований шеи, к внешнему кольцу относятся поверхностные и глубокие анастомозирующие между собой лимфоузлы шеи, располагающиеся между анатомическими образованиями (заглоточные, шилососцевидные, боковой стенки глотки, позадисосцевидные, бифуркации общей сонной артерии, предгрудинно-сосцевидные, подуглонижнечелюстные, ярёмно-подъязычные, подъязычные).